# Усвейка
Усве́йка — река в Белоруссии. Протекает по Толочинскому и Чашникскому районам Витебской области. Правый приток реки Улла (бассейн Западной Двины).

## Название
Основное название реки в настоящее время — Усвейка. Однако в источниках встречается ещё пять вариантов: Ольшанка, Усвиж-Бук, Усвея, Усвица, Язва, Усяж-Бук.

## Географическое положение
Усвейка берёт начало в 400 м к востоку от деревни Курчевская Усвейка в Толочинском районе. Высота истока составляет 221 м над уровнем моря. Река течёт в границах Оршанской возвышенности и Чашникской равнины. Место впадения Усвейки в Уллу находится в 2 км к юго-востоку от города Чашники.
Длина реки равняется 116 км. Водосбор расположен преимущественно в северной части Оршанской возвышенности. Площадь водосбора составляет 708 км², густота речной сети — 0,55 км/км². Понижения в бассейне реки заняты болотами, крупнейшее из которых носит название Усвиж-Бук. Озёрность водосбора около 2 %. Крупнейшее озеро — Жеринское.

## Гидрография
Долина Усвейки трапециевидной формы шириной от 0,3 км в верхнем течении до 1—1,5 км. Склоны умеренно крутые, высотой 10—20 м. Двусторонняя пойма достигает 200—300 метров в ширину, в нижнем течении сливаясь с болотами.
Русло в среднем и нижнем течении извилистое, в верхнем течении канализированное на протяжении 28 км. Ширина русла варьируется от 2—5 м у истока до 28 м в устье. Берега крутые.
Основные притоки — река Червинка и вытекающий из озера Жеринское ручей Чернуха. Река является приёмником мелиоративных систем.

## Гидрология
Ледостав происходит во второй декаде декабря, ледоход начинается в конце марта. Половодье обычно начинается в третьей декаде марта и заканчивается в третьей декаде мая. Средний подъём уровня воды над меженью при этом составляет приблизительно 2,9 м, максимальный — 4 м. На период весеннего половодья приходится 68 % годового стока реки.
Среднегодовой расход воды в устье составляет 4,5 м³/с.